# Coronel Vivida
Coronel Vivida es un municipio en la zona sudoccidental estado de Paraná (Brasil). Está cerca de la Malvasía y Francisco Beltrán.
Su primer nombre fue Barro Preto, un pueblo tranquilo que dio origen a la ciudad hoy en día, pertenece al municipio de Mangueirinha el estado de Paraná y fue disuelto el 14 de diciembre de 1954. Su economía se basa principalmente en la agricultura y el comercio. Limita con seis distritos, que son: Pato Branco, Honorio Serpa, Mangueirinha, Chopinzinho, San Juan y Itapejara Oeste. Cuenta con un destacamento de la policía militar y el Departamento de Bomberos.
- Datos: Q1803573
- Multimedia: Coronel Vivida / Q1803573